# 中华倒刺鲃
中华倒刺鲃又名中華倒刺魮（学名：Spinibarbus sinensis）为鲤科倒刺鲃属的鱼类，俗名乌鳞、青板、青波。在中国，分布于金沙江、螳螂川、程海等。该物种的模式产地在长江。其种加词“sinensis”意为“中华的”。